# Якшур (Якшур-Бодьинский район)
Якшур — деревня в Якшур-Бодьинском районе Удмуртии. 

## География
Деревня располагается в непосредственной близости от административного центра округа села Якшур-Бодьи в 45 километрах к северу от Ижевска. Через деревню протекает река Якшурка.

### Часовой пояс
Деревня Якшур, как и вся Удмуртская Республика, находится в часовой зоне МСК+1. Смещение применяемого времени относительно UTC составляет +4:00.

## Население
| 2010 | 2012 |
| ---- | ---- |
| 714  | ↗722 |

### Национальный состав
Согласно результатам переписи 2002 года, в национальной структуре населения удмурты составляли 82 % из 688 чел.

## Инфраструктура
В деревне 20 улиц. Есть детский сад, общественная столовая.

## Достопримечательности
Обелиск землякам, погибшим в годы ВОВ.

## Транспорт
Через поселок проходит часть европейского маршрута E 22. Ходят автобусные маршруты до Кеза, Глазова, Игры, Яра.